# 73059 Kaunas
73059 Kaunas è un asteroide della fascia principale. Scoperto nel 2002, presenta un'orbita caratterizzata da un semiasse maggiore pari a 2,1722099 UA e da un'eccentricità di 0,0859972, inclinata di 4,17597° rispetto all'eclittica.
L'asteroide è dedicato all'omonima città lituana.